# Božićna priča (Čazma)
Božićna priča (zove se i Božićna bajka) je turistička manifestacija na imanju obitelji Salaj u selu Grabovnici kraj Čazme, gdje je uređen tematski park ukrašen s preko milijun žaruljica.

## Povijest
Božićna priča u Čazmi započela je 2002. godine, kada je obitelj Salaj prvi puta okitila svoje imanje tisućama žaruljica. Svake godine povećavali su broj, da bi prije dvije godine prešli nevjerojatan broj od čak milijun žaruljica, a ove godine bit će ih oko milijun i pol!
Vlasnik imanja Zlatko Salaj djetinjstvo je proveo u neimaštini. Nakon školovanja dobio je posao vezano za telekomunikacije te je radio za "Siemens" većinom u arapskim zemljama. Stekavši imetak, odlučio je obnoviti svoju kuću i imanje u rodnome selu Grabovnici. Budući da u djetinjstvu nije iskusio radost Božića, odlučio je to promijeniti i svojoj djeci priuštiti radosniji Božić. Prvo je počeo saditi mnogo raznih vrsta ukrasnoga drveća i grmlja na svom imanju, a od 2002. godine i okititi imanje tisućama žaruljica. Imanjem teče rijeka Grabovnica, a vlasnik Zlatko Salaj dodatno je izgradio tri jezera u koje je unio ribe te sagradio mnoštvo mostića.
Žaruljice se postavljaju na biljke, drvene kućice, mostiće i ostale objekte na posjedu, što stvara prekrasnu oazu svjetla i jedinstvenoga ugođaja. Mnoge lampice raspoređene su tako da kreiraju određene oblike, kao što su svjetleće saonice, snjegovići, sobovi i sl.
U početku nije postojala ideja, da se razvije turistička manifestacija, ali su prolaznici bili očarani ambijentom i tisućama lampica, što je dovelo do toga da se sve organizira na još većoj razini i u suradnji s lokalnom turističkom zajednicom grada Čazme.
S vremenom se "Božićna priča" razvila u vrlo posjećenu manifestaciju, koja traje u prosincu i početkom siječnja s tisućama posjetitelja iz Hrvatske i stranih zemalja. O tome su pisali mnogi domaći i strani mediji.
U blizini Grabovnice postoji i prikaz živih jaslica u Donjem Mikloušu te "Bojani Božić u Bojani" na prostoru galerije akademskoga slikara Franje Matešina. Posebnost su: tradicijska božićna rasvjeta bez struje - svijeće i lampaši, dječje jaslice, otvoreno ognjište i tradicijska soba te traženje bombona u slami.